# 神里綾華
神里綾華是米哈遊電子遊戲《原神》中的虛構角色，角色於遊戲2021年更新的2.0版本中登場。她是遊戲中虛構國家稻妻的名門社奉行神里家的千金小姐，負責管理家族事務，當地人尊稱為「白鷺公主」。中文配音為小N，日文配音為早見沙織，韓文配音為李侑俐，英文配音為埃莉卡·文迪絲。
神里綾華是遊戲主線劇情的稻妻篇女主角，她貫穿整個篇章，並一直利用自己的影響力幫助旅行者。神里綾華的角色設計有參考日本武士，包括她的服飾和戰鬥動作設計。作為稻妻地區的重要角色，角色在玩家間頗受歡迎，角色造型和戰鬥中表現獲得評論員正面的評價。

## 創作及設計
神里綾華是《原神》首輪內測期間推出的可玩角色，她是首位公開的稻妻地區可玩角色。角色最早在2019年韓國國際遊戲展示會上亮相，米哈遊在展會上首次發佈《原神》的電腦版本，並公佈了兩個新可玩角色「芭芭拉」和「神里綾華」，神里綾華的日系風格造型和當時其他已公開的11位角色造型有明顯差別。2021年6月7日，米哈遊在社交平台公佈了神里綾華與宵宫、早柚的立繪插畫。7月9日遊戲2.0版本前瞻節目中，米哈遊總裁刘伟表示神里綾華會在遊戲2.0版本「不動鳴神，泡影斷滅」登場，旅行者會在主線劇情第二章·第一幕「不動鳴神，泡影斷滅」中與其相遇。7月15日，米哈遊發佈了角色預告視頻，介紹了的神里綾華作為稻妻地區的名門社奉行神里家千金的身份。同月20日，米哈遊公佈了角色演示視頻，展示了角色的攻擊動作和技能動畫，26日，米哈遊還推出一個讓玩家和神里綾華互動的網絡遊戲「白鷺之約」，遊戲中玩家需要造訪稻妻不同店鋪，選購豪華的禮物送給神里綾華。在第二次推出神里綾華角色卡池前夕，米哈遊在Twitter上舉行了一個關於神里綾華的同人創作比賽，之後還發佈了一段故事短片，短片介紹了神里綾華童年時的經歷，也展示了神里綾華和哥哥神里綾人的一場對決改變了她之後的人生。
在製作組的設定中，神里綾華是稻妻名門的千金，舉止優雅得體，關心民眾，在民間獲得「白鷺公主」的雅號，同時她內心深處也有著普通的少女心性，喜歡新鮮事物和參與熱鬧的祭典，而且也勇於對抗社會的不公。神里綾華也精通各種技藝，尤其為劍道，對武器打造也有一番心得，在合成武器相關素材時有一定概率有雙倍產出。從內測到正式上線期間，角色設計有不少的改動，如取消角色衝刺結束時的空中轉體動作，角色元素戰技的發動時動作的演出從旋轉起跳改為居合姿勢釋放，角色攻擊和技能數值也有較大的修改，如角色連擊次數有過調整。角色造型有參考日本文化，角色服飾和髮飾設計有日本武士的盔甲和頭盔的風格，衣服上印有類似蓮花圖案的家族紋章，項鏈的吊墜是金色的櫻花形象，而戰鬥動作也有日本武士的戰鬥風格，角色演示視頻中還使用太刀作為武器。正式版造型與內測時最大的改變是角色穿上了安全褲。角色的動畫演出使用了動作捕捉技術，米哈遊總裁刘伟也有參與演出的製作。
神里綾華的中文配音為小N，小N在遊戲角色試音盲選階段報名參加了香菱、神里綾華和雷澤三個角色的試音，一次性當選成為香菱和神里綾華的配音員。在內測階段，製作組只提供了角色大致的背景介紹和立繪作為配音演出的參考資料。隨著稻妻地區的內容逐漸完善，角色相關劇情也漸漸清晰，小N與配音導演和製作組討論後決定在角色上線前重錄角色配音。新版的配音為了更接近角色設定的年齡，聲線比舊版更為年幼。角色的英文配音為曾聲演《緋紅結繫》重·蘭德爾的埃莉卡·文迪絲，文迪絲在一次訪談中也表示，在內測到正式上線期間，大量的語音有進行了重錄，演出的風格也有稍微改變。角色日文配音為早見沙織，早見沙織表示角色早期的配音只有簡單的戰鬥語音和獨白台詞，並沒有涉及對話要素的台詞，角色給人印象有點死板。後期才進行遊戲中劇情故事的配音工作，她才發現角色的另一面。角色的大部分台詞都給人一種一絲不苟，井井有條的感覺。

## 作品中表現

### 角色故事
神里綾華是遊戲主線劇情的稻妻篇女主角，她貫穿整個篇章，並一直利用自己的影響力幫助旅行者。神里綾華是稻妻名門社奉行神里家的千金，在平民中風評極佳。儘管作為雷電將軍的臣下，但是綾華對將軍收繳「神之眼」的政策「眼狩令」不滿，並暗地裡協助稻妻境內的神之眼持有者。綾華一直有聽聞旅行者在蒙德與璃月事跡，也期待旅行者前往關閉鎖國的稻妻之後能給當地帶來改變。她委派了家臣托馬去接引旅行者到社奉行，希望得到旅行者的幫助。旅行者一開始拒絕了綾華的合作請求，綾華假借三個委託，讓旅行者了解到眼狩令對稻妻人民的影響，從而改變了旅行者的想法，之後旅行者就參與到營救囚禁於天領奉行的神之眼持有者的行動中。
隨著眼狩令行動升級，天領奉行捉捕了托馬，失了分寸的綾華想劫法場被旅行者阻止，隨後旅行者代替綾華救下了托馬，也因此被天領奉行通緝，以此契機加入了珊瑚島的反抗軍。在八重神子策反九條裟羅的行動中，旅行者與綾華重逢，並在綾華的協助下盜取了能策反九條裟羅的文書。稻妻解除鎖國令後，神里綾華負責籌辦光華容彩祭的工作。

### 角色玩法
《原神》2.0版本「不動鳴神，泡影斷滅」更新之後，玩家可以在遊戲中透過祈願的方式讓神里綾華加入隊伍，她是一個使用單手劍的冰元素角色，神里綾華在遊戲的定位是進攻型角色，擁有不俗的傷害輸出，元素戰技和元素爆發均為冰元素的範圍攻擊。她有特別的移動方式「霰步」，「霰步」狀態下能在水面移動，「霰步」結束時能讓角色武器短期內附有冰元素傷害。

## 反響及評價
神里綾華作為遊戲內測時期最早推出角色之一，角色在內測時期就在玩家間成為話題，玩家和遊戲媒體也一直關注角色何時正式上線。TheGamer的評論員認為她是《原神》歷史上讓人期待最久和爭議最少的角色之一，雖然角色在上線之前有過數次調整和修改，但是上線之後就一直獲得好評。2021年8月，在日本遊戲媒體INSIDE發起的「最想入手的稻妻角色」調查中，神里綾華以近兩成的票數獲得第二位，僅次於雷電將軍。角色在推出後，吸引了粉絲進行二次創作，Game Rant曾報道有愛好者Yexlir在Reddit上分享以神里綾華的元素戰技為靈感創作像素動畫。遊戲2.6版本公佈前，米哈遊發佈神里綾華的故事短片「雪霽逢椿」，四天內在Bilibili獲得580萬的播放量，同時期也有不少以神里綾華為原型的二次創作視頻作品登上Bilibili熱播榜單。2022年4月19日，遊戲第二次推出神里綾華角色卡池，當日《原神》登上四十多個國家和地區的iOS遊戲暢銷榜首位，角色卡池僅在中國大陸App Store平台就為米哈遊帶來超過三千萬美元的營收，超過了過去所有角色卡池在該平台創下的記錄。Game Rant編輯分析米哈遊由於2019冠狀病毒病疫情推遲了遊戲2.7版本的更新，讓這次角色卡池成為遊戲推出以來持續時間最長的卡池；加上神里綾華是遊戲中最強傷害輸出角色之一，兩個因素吸引了玩家的消費。美國加利福尼亞大學柏克萊分校有大學生特意模仿遊戲劇情中神里綾華的舞蹈演出，期望以這種「儀式」在祈愿中抽到角色。
角色設計方面，角色的齊瀏海髮型設計在玩家間有不同的看法，有觀點認為這種設計讓角色看起來像「村姑」，也有觀點認為設計不錯。遊戲日報編輯吸吸果冻認為角色齊瀏海單馬尾的設計，可能是製作組希望增加角色形象的多樣性和多元性，遊戲日報的猫君則認為神里綾華是「颜值和实力都在线的实用性角色」。角色戰鬥動作在角色上線前有過數次的修改，遊戲日報編輯南山虎認為相關修改減少了多餘的動作，「尽管在视觉效果上有所减弱，但却大幅降低了释放战技被提前击中而打断的几率，有了更好的实战效果和生存能力」。Rock, Paper, Shotgun評論員阿米莉亞·卓爾納認為神里綾華既優雅又完美，她的加入能讓玩家的隊伍如虎添翼。角色劇情設計方面，Screen Rant的編輯奎茵·蓋格表示遊戲2.0版本增加了宵宮和神里綾華的角色劇情，能讓玩家深入了解新角色的個性。然而神里綾華角色劇情線讓部分玩家耿耿於懷，劇情中神里綾華為了報答旅行者的幫助，想贈送旅行者一套和服，玩家在遊戲中只有一個拒絕的選擇，這段劇情讓人感到遺憾。Siliconera的編輯評價宵宮和神里綾華的劇情除了讓人更好地了解角色，同時也介紹了稻妻地區的人文，在了解角色的經歷之後，就能發現為何角色的個人責任感驅使她們反抗雷電將軍的眼狩令。遊戲日報的淖尔評論角色劇情中舞蹈的動畫演出十分出色，動畫中旅行者和神里綾華的情感表達都「非常到位」。
角色玩法設計獲得評論員正面的評價，Game Rant的編輯表示角色上線初期經常被詬病元素爆發難用和輸出不足，後來大家才發現角色的潛力，只要培養得當，神里綾華可以成為遊戲中最強的角色之一。VG247的評論員認為神里綾華有成為進攻主力的潛力，遊戲中進攻主力一般可以分為物理類型和元素反應類型，而她的技能和能力兼顧了兩者，玩家可以將她培養成集合物理和冰元素傷害的輸出型角色。評論員也注意到角色特別的移動機制，稱讚這種設計提高了角色的培養價值，她也樂見《原神》能推出神里綾華這種入手就能發揮作用的角色。《電玩宅速配》的編輯也提到角色「獨特衝刺機制讓她在探索及戰鬥中都非常靈活」，配合角色恢復體力的天賦效果，能有「無限閃避及無限CD冰元素的玩法」。